# Massiccio del Lovozero
Il massiccio del Lovozero (in russo Ловозерские тундры?, Lovozerskie tundry; in lingua sami: Луяввьрурьт, Lujavv'r't) è una catena montuosa della penisola di Kola in Russia, si trova nell'oblast' di Murmansk.
Il massiccio è situato tra i laghi Lovozero e Umbozero. Le cime sono piatte, rocciose, alte fino a 1120 metri (monte Angvundasčorr). Non c'è vegetazione forestale sulle cime. I pendii sono ripidi, ricoperti nella parte inferiore da boschi di conifere. Al centro del massiccio, che ha la forma di un ferro di cavallo, si trova il lago Sejdozero, che, insieme alle gole adiacenti e ai pendii montuosi, forma la riserva naturale «Seid"javvr'». A nord del massiccio si trova l'insediamento di tipo urbano di Revda.

## Geologia
È composto da nefelina-sieniti. Nella regione della catena montuosa si trova il deposito di metalli delle terre rare di Lovozero, che ha grandi riserve di tantalio, niobio, cesio, cerio e altri metalli, nonché materie prime di zirconio (eudialite).

## Clima
Il clima è rigido, la temperatura media annuale dell'aria è di -2,5 gradi. In inverno sono frequenti forti venti e tempeste di neve a basse temperature dell'aria, sono possibili nevicate in qualsiasi giorno dell'estate. Nelle valli e nelle gole, in alcuni punti, la neve non si scioglie e giace tutto l'anno, trasformandosi in nevai.